# Wymiana domów
Wymiana domów (ang. Home Exchange) jest alternatywnym sposobem zakwaterowania podczas podróży. Polega na wzajemnym udostępnianiu sobie domów przez osoby pochodzące z innego miasta lub kraju. Wymiana jest bezpłatna, a początki tego typu przedsięwzięć datowane są na rok 1953, kiedy to zapoczątkowały one zjawisko określone  ekonomią dzielenia się.
Najpopularniejszym typem wymiany jest właśnie wymiana równoczesna, gdy obie strony na określony czas opuszczają swoje miejsce zamieszkania.

## Jak to działa
1. Rejestracja Użytkownik rejestruje się w serwisie zrzeszającym osoby biorące udział w wymianie domów i umożliwiającym zrealizowanie jej online. 
2. Tworzenie profilu Członek serwisu tworzy na portalu profil zawierający opis swojego miejsca zamieszkania. Ważne jest zamieszczenie zdjęć i szczegółowych informacji dotyczących głównych atrakcji znajdujących się w sąsiedztwie.
3. Wyszukiwanie Wiele stron umożliwia użytkownikom filtrowanie wyników wyszukiwania według celu, daty podróży, liczby pokoi, czy liczby podróżnych. Do kryteriów należą też lokalne zabytki, czy wyposażenie domu.
4. Składanie ofert Większość stron umożliwia członkom wymianę prywatnych wiadomości bez wcześniejszego ujawniania danych osobowych do momentu, gdy sami się na to zdecydują. Użytkownik otrzymuje również propozycje od osób zamieszkujących interesującą go okolicę. 
5. Prezentacja Kluczowym elementem całego przedsięwzięcia jest dokładne poznanie osoby, z którą zamierzamy wziąć udział w wymianie. Użytkownicy komunikują się ze sobą drogą  mejlową i w ten sposób ustalają daty i inne szczegóły wyjazdu. Często również wymieniają się zdjęciami i numerami telefonów. 
6. Savoir-vivre podczas wymiany 
Strony ustalają zazwyczaj główne zasady dotyczące zajmowania się 'domem zamiennym', w większości wszystko zależy jednak od zdrowego rozsądku i dobrego wychowania użytkownika.

## Strony internetowe
Strona HomeExchange.com  zalicza się do największych powszechnie uznanych portali oferujących wymiany. Popularne są również HomeForExchange.com, Homelink.com, Another-Home.com i LoveHomeSwap.com. Im większa liczba członków, tym bardziej rozbudowana oferta dostępnych zakwaterowań. 
Istnieją również strony wychodzące naprzeciw potrzebom ściśle określonych grup odbiorców. Należą do nich m.in. Singles Home Exchange International i Christian Home Swap.
Do firm polskojęzycznych wliczają się: domzadom.pl , www.intervac.pl , czy pl.homeexchange24.com .